# Eckhard von Raab-Straube

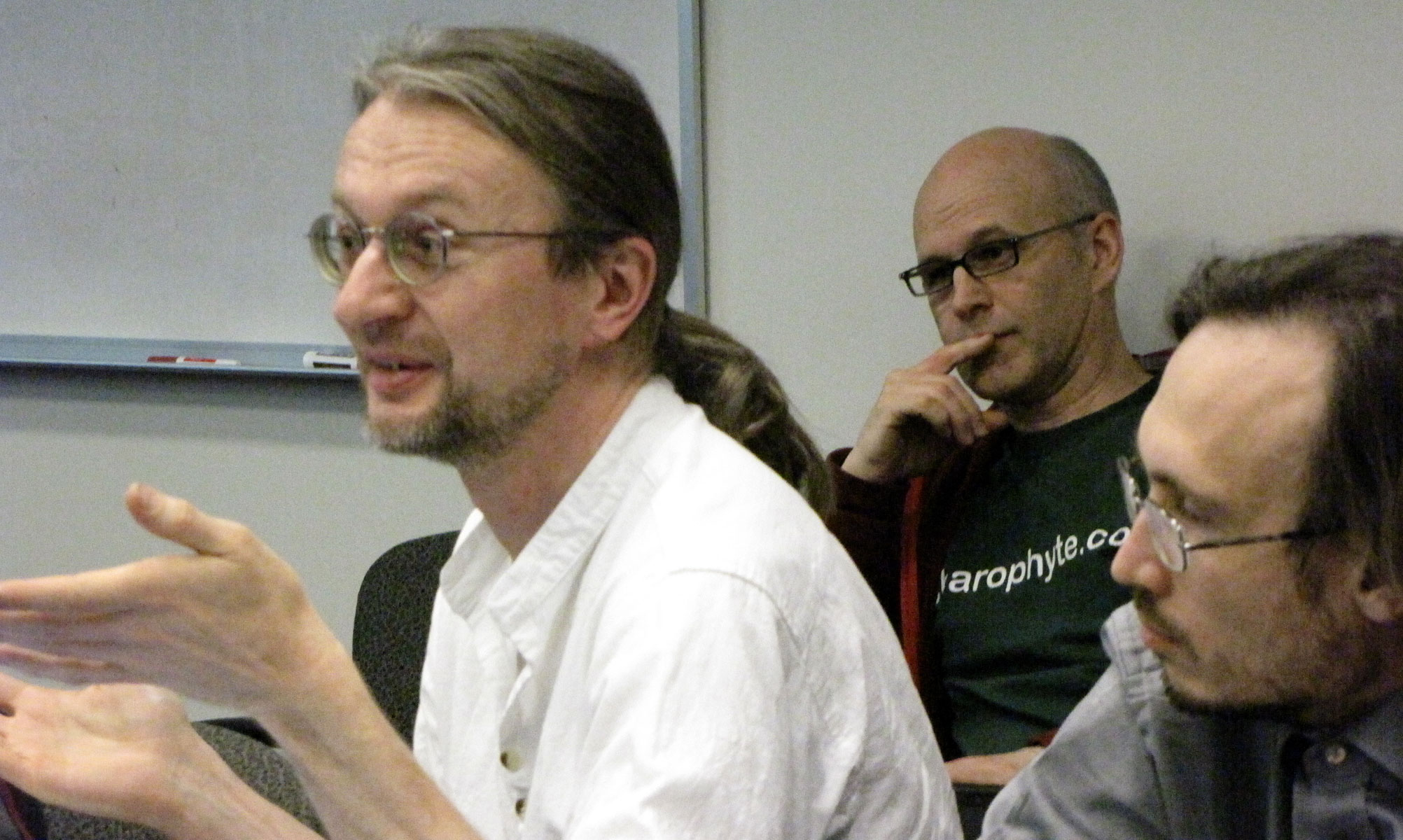
E. v. Raab-Straube, links, im Jahr 2010

Eckhard von Raab-Straube (geboren am 19. August 1967 in Kiel; gestorben am 8. Juli 2024 bei Potsdam) war ein deutscher Biologe und Kustos im Botanischen Museum und Garten, Berlin.

## Leben und Forschung
Als Feldbiologe forschte von Raab-Straube vor allem im Kaukasus, im europäisch-mediterranen Raum, auf dem Balkan, in Anatolien und in Ostasien. Von 1994 bis 1997 war er freiberuflich in der Vegetationskartierung und Umweltplanung tätig. 1995 schloss er sein Studium mit dem Biologiediplom ab. 2000 war er Leiter einer chinesisch-deutschen Expedition ins Henduan-Gebirge im Südwesten Chinas. 2002 nahm er an einer russisch-deutschen Expedition ins Altai-Gebirge teil. Eine erste feste Anstellung hatte er von 2004 bis 2012 am Botanischen Garten und Museum der Freien Universität, Berlin, wo er 2012 auch promovierte. Seine Dissertation trägt den Titel „Taxonomische Revision der Saussurea-Untergattung Amphilaena (Stschegl.) Lipsch. (Compositae, Cardueae)“. Seitdem war er dort als Kurator für Daten und Workflow im Schwerpunktbereich Europäisch-Mediterran tätig. Er trug maßgeblich zur Sammlungstätigkeit des Herbarium Berolinense bei und baute die Euro+Med Plantbase umfangreich aus. 
Eckhard von Raab-Straube starb am 8. Juli 2024 bei einem Verkehrsunfall in der Nähe von Potsdam.

## Mitgliedschaften
Eckhard von Raab-Straube war Mitglied in wissenschaftlichen Gesellschaften:
- International Association for Plant Taxonomy (IAPT)
- OPTIMA – Organisation for the Phyto-Taxonomic Investigation of the Mediterranean Area
- Gesellschaft für Biologische Systematik (GfBS)
- Gesellschaft zur Erforschung der Flora Deutschlands (GEFD)
- Botanischer Verein für Berlin und Brandenburg (gegr. 1859)

## Schriften (Auswahl)
- Phylogenetic relationships in Saussurea (Compositae, Cardueae) sensu lato, inferred from morphological, ITS and trnL-trnF sequence data, with a synopsis of Himalaiella gen. nov., Lipschitziella and Frolovia. In: Willdenowia. 33., Berlin 2003, S. 379–402.
- mit Wieland Peschel: Botanisch-pharmazeutische Expedition in den sibirischen Altai, Russland = Botanical pharmaceutical expedition to the Siberian Altai, Russia. In: Drogenreport. 16, 2003, S. 82–88 (englisch).
- Flora of China. 20/21, Asteraceae. Science Press, Peking 2011, ISBN 9781935641070 und ISBN 9787030325365 (englisch).
- Taxonomic revision of Saussurea subgenus Amphilaena (Compositae, Cardueae). In: Englera. 34, Freie Universität Berlin, 2017, ISBN 978-3-946292-11-1, JSTOR:e26736623 (englisch, Nachdruck, 274 Seiten).